# Sander Boschker
Sander Boschker (Lichtenvoorde, 20 de outubro de 1970) é um ex-futebolista neerlandês, que jogava como goleiro. 
Titular no gol do Twente na conquista do campeonato neerlandês da temporada 2009/2010, Boschker foi convocado pelo técnico Bert van Marwijk para a disputa da Copa do Mundo de 2010, como terceiro goleiro.